# HD 188385
HD 188385 är en dubbelstjärna belägen i den mellersta delen av stjärnbilden Örnen. Den har en skenbar magnitud av ca 6,15 och är mycket svagt synlig för blotta ögat där ljusföroreningar ej förekommer. Baserat på parallaxmätning inom Hipparcosuppdraget på ca 12,2 mas, beräknas den befinna sig på ett avstånd på ca 267 ljusår (ca 82 parsek) från solen. Den rör sig närmare solen med en heliocentrisk radialhastighet på ca -16 km/s.

## Egenskaper
Primärstjärnan HD 188385 A är en vit till blå stjärna i huvudserien av spektralklass A2 V. Den har en radie som är ca 1,8 solradier och har ca 20 gånger solens utstrålning av energi från dess fotosfär vid en effektiv temperatur av ca 8 800 K.